# Боккхорст
Боккхорст (нем. Bockhorst) — коммуна в Германии, в земле Нижняя Саксония.
Входит в состав района Эмсланд. Подчиняется управлению Нордхюммлинг. Население составляет 969 человек (на 31 декабря 2010 года). Занимает площадь 18,19 км².

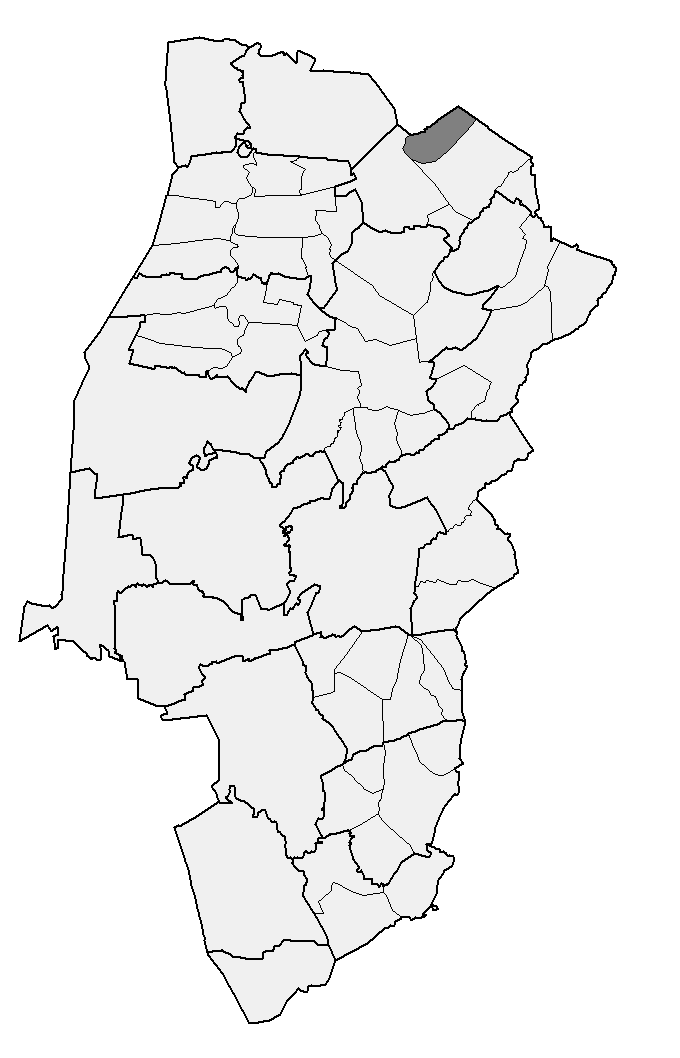
Боккхорст